# 변화를 위한 운동
변화를 위한 운동(그리스어: Κίνημα Αλλαγής 키니마 알라이스[*], 약칭 ΚΙΝΑΛ)은 2018년 3월 18일에 범그리스 사회주의 운동을 중심으로 조직된 그리스의 친유럽주의 선거연합이다. 이 조직은 범그리스 사회주의 운동의 매우 저조한 득표율을 높이기 위한 목적으로 창당되었다.
범그리스 사회주의 운동과 민주좌파당을 포함한 원래 4개의 정당이 포함되어 구성되었으나, 지속적인 인기 하락과 지지율 부진그리고 내부 분열 등으로 해당 정당들은 탈퇴하고 현재는 범그리스 사회주의 운동만 남아 있다.